# Avenida 23 de Mayo
La avenida 23 de Mayo (en portugués: Avenida 23 de Maio), conocida originalmente cono la Avenida Itororó y, luego, como la Avenida Anhangabaú, es una de las vías con mayor tráfico de la ciudad de São Paulo,Brasil. Es la principal vía que comunica la subprefectura de Vila Mariana en la zona centro-sur con el centro histórico. Inicia en el Valle de Anhangabaú (en el centro da la ciudad), hasta la Avenida Ruben Berta, cercano al Parque Ibirapuera.
Su nombre es un homenaje al día en que murieron los estudiantes Martins, Miragaia, Dráusio y Camargo (conocidos por el acrónimo MMDC), el 23 de mayo de 1932, dentro del contexto de la Revolución Constitucionalista de 1932.

## Historia

### Origen
Hasta fines del siglo XIX, la zona por donde corre esta avenida era el fondo de un valle que dividía los barrios de Liberdade y Bela Vista conocido como el Vale do Itororó por el que corría el río Anahangabaú. Con la apertura de diversas calles en esta zona, a partir de 1900 surgió la "rúa Itororó" ubicada entre las actuales rúa Condessa de São Joaquim y Pedroso. "Itororó" era una referencia al arroyo de ese nombre que desembocaba en el Anhangabaú. 

### Proyecto
En 1927, el entonces alcalde José Pires do Rio encomendó la construcción de un sistema vial a un grupo de urbanistas que sugirieron la "teoría del fondo del valle" que luego fue utilizada en los proyectos de grandes avenidas en São Paulo. Hasta entonces, se daba preferencia en la ciudad a las avenidas en cordillera como las avenidas Paulista, Doutor Arnaldo y Lins de Vasconcelos. En ese mismo año, la primera expropiación para la futura obra fue realizada a la altura del terraplén de la calle Pedroso: uno de los pabellones de la fábrica "Taco de Ouro". Los restos de ese edificio quedaron abandonados por muchos años debido al atraso en el inicio d las obras de ese tramo de la avenida. 
El proyecto de la avenida es de 1937, como "Avenida Itororó", y luego fue cambiado a "Avenida Anhangabaú" por iniciativa del exalcalde Prestes Maia pero sólo sería inaugurada en 1969,  como vía que comunica el centro de la ciudad y el Aeropuerto de Congonhas En 1940, la vía ya aparecía como proyecto en los mapas de la Guia Levy.
El proyecto original preveía sólo la unión entre el centro y el Parque Ibirapuera, con el trazado de la avenida siendo descrito así por el periódico Diário Popular en 1945: "Termina siendo [el Parque Ibirapuera] el punto final de la amplia Avenida Itororó, de tránsito rápido, la cual, aprovechando el valle del Rio Anhangabaú, desembocará en el Largo Guanabara, por medio de un túnel, continuando luego por el fondo del Instituto Biológico hasta alcanzar la Avenida Brasil, para unirse con el barrio de Pinheiros."
En 1958, su proyecto pasó a ser parte del Plano de las Vías Expresas Diametrales Urbanas, y ya tenía como nombre 23 de mayo, determinado por la ley ordinaria número 4473, del 22 de mayo de 1954. A pesar de que su nombre fue definido en 1954, un extenso reportaje del periódico Folha da Manhã, al año siguiente aún hablaba de la "Avenida Anhangabaú". En 1960, otro reportaje del mismo periódico hablaba de la "Avenida Itororó" para referirse a la vía señalando que ese era el nombre con el que era conocida.
El proyecto mencionado en 1954 ya llevaba los macizos centrales alargados, previendo que por allí pasaría una línea de metro, con estaciones en algunos viaductos que pasarían sobre la avenida. También eran parte de ese proyecto mejoras como fajas de rodaje más amplias, rampas menos escarpadas y la creación de una "faja verde" con dieciocho metros de ancho en cada lado de la pista. "Debido a la topografía lugar, permitirá la instalación fácil de corrientes de tráfico en niveles diferentes, separadas por áreas ajardinadas, de bello efecto estético. ", describió el Diário Popular. Preveíase, en la época, que la capacidad de la avenida sería alrededor de cuatro mil vehículos por hora en cada sentido.

### Construcción
La avenida se abrió al público por partes. Las obras, en realidad, iniciaron en 1951 pero sólo en un tramo de unos 200 metros desde la Praça da Bandeira hasta el Viaducto Dona Paulina, que, como el Viaducto Brigadeiro, fue construido pensando en la avenida. Sin salida, ese tramo fue utilizado por muchos años como estacionamiento. Para 1961, la intención era alcanzar la rúa da Assembleia, ya que los costos de expropiación de inmuebles más allá de aquella vía sobrepasaban en 1900% el presupuesto de aquel año para la obra.
Entretanto, el simple hecho de alcanzar la rúa da Assembleia no debería aumentar mucho el uso de la avenida, como señaló Folha de S.Paulo en 1960: "Entregado al tráfico, este tramo sólo estará destinado a funcionar como acceso a las cocheras de la rúa Riachuelo y del Viaducto Brigadeiro Luís Antônio, además de prestarse, muy probablemente, para servir de estacionamiento. Ninguna otra función más útil desde del punto de vista vial podría asumir esa vía del primer tramo de la Avenida Itororó hasta la rúa da Assembleia". El Diário da Noite también había criticado el atraso en un reportaje de 1959 que llamaba a la vía como una "avenida muerta": "Quedo sólo el viejo Vale do Anhangabaú a la espera de que la ingeniería municipal le dé función y justifique los dispendiosos viaductos construidos con largos pasajes que hace mucho han sido finalizados."
Para ir más allá, la Alcaldía encontró muchas dificultades con las expropiaciones ya que la mayoría de los terrenos a ser expropiados eran del fondo de valle y de traspatio, bloqueados por ley. El tramo inicial de la Praça da Bandeira a la rúa da Assembleia, fue expropiado en 1944, pero nuevas expropiaciones demoraron muchos años hasta darse. El decreto expropiando el tramo comprendido entre las calles Jaceguai, Conde de São Joaquim, Condessa de São Joaquim y rúa Liberdade (como era conocida, en esa época, la Avenida Liberdade) fue publicado el 12 de noviembre de 1960. Poco más de dos años después, un nuevo decreto expropió un área de cerca de ocho mil a nueve mil metros cuadrados, correspondientes a la zona comprendida entre las rúas Cubatão, Estela, Oscar Porto y Tomás Carvalhal, donde iría a desembocar el túnel que pasaría por debajo del  Ese túnel acabaría siendo hecho a cielo abierto, en un nivel inferior a las calles próximas hasta las cercanías de la rúa Coronel Oscar Porto.
En noviembre de 1963, la Alcaldía informaba que ya estaba en posesión de todos los terrenos necesarios para la construcción de la avenida. Otro problema eran las estructuras que ya estaban en el lugar del trazado de la vía o en sus márgenes como los garajes del Servicio Funerario, que ocupaban los bajos del Viaducto Dona Paulina, o los grandes cimientos de la sede proyectada del Departamento de Estradas de Rodagem, que estaban al lado del Palácio Mauá, también junto al mismo Viaducto. Además de eso, según un ingeniero de la obra que declaró al periódico Diário Popular en 1966, la falta de asfalto en el mercado también afectó el ritmo de las obras.
Cuando Prestes Maia, al asumir la Alcaldía por segunda vez, en 1961, anunció que iría a dar seguimiento a las obras de la avenida, fue criticado por personas que creían que la Radial Leste era más importante y fue hasta acusado de querer beneficiarse de la avenida ya que tenía terrenos en la zona sur. El acabó dudando y, debido a un atraso en la recepción de los impuestos del año 1962, dio prioridad a otras obras pero hizo que continuaran las expropiaciones en el tramo entre la rúa da Assembleia y el espigón de Paraíso. En aquella época, aún se imaginaba que sería necesario un túnel de un kilómetro para cruzar el espigón, pero en 1963 el proyecto fue cambiado debido al alto costo de las expropiaciones, siendo hecho a cielo abierto.
Luego de que la obra de la Radial Leste también se demoró en las dificultades de las expropiaciones, fue posible regresar a dar atención a la 23 de Mayo, en 1964. El primer paso para la abertura de la avenida fue dado el 9 de septiembre con la publicación del edicto de concurso para la construcción del Viaducto Condessa de São Joaquim, con previsión de una inversión de 250 millones de cruzeiros. La noche anterior, Prestes Maia fue a la televisión para informar que los últimos terrenos para la apertura de la avenida estaban siendo adquiridos por la Alcaldía y el concurso para la construcción del Viaducto Jaceguai sería publicado en algunas semanas.
Fue necesario demoler la iglesia de Santa Generosa, que se levantaba en la antigua Plaza Rodrigues de Abreu, cuyo terreno había sido cedido por la Alcaldía en comodato, inclusive com irregularidades señaladas en 1963 durante la concesión. O Viaduto Santa Generosa teve sua construção aprovada no fim de novembro de 1967.
El tramo considerado inicial, de 1,4 kilómetros, iba desde la Plaza de la Bandera hasta el Viaducto Pedroso y ya estaba en funcionamiento desde el 25 de enero de 1967. Ese mismo mes se abrió el concurso público para la construcción del viaducto de la rúa do Paraíso además de otros viaductos esenciales para la finalización de la vía como el de la avenida Bernardino de Campos y la rúa Cubatão que aún no tenían concurso previsto.
El primer viaducto en ser inaugurado luego del inicio de la construcción de la avenida fue el de la rúa Condessa de Joaquim, el 8 de julio de 1966. Hasta allí, la rúa Humaitá era la única vía que iba desde la rúa Vergueiro y la Avenida Brigadeiro Luís Antônio, por medio de terraplenes, y esa vía fue interrumpida con la apertura del nuevo viaducto. Ya el Viaducto Pedroso estaba con sus obras atrasadas y sólo sería entregado el 29 de mayo del año siguiente. En agosto de 1968, se determinó la construcción del viaducto Beneficência Portuguesa, para aliviar el tránsito de los viaductos Pedroso y de la rúa do Paraíso, este último en fase de finalización y que se abriría recién el 8 de octubre.

### Operación

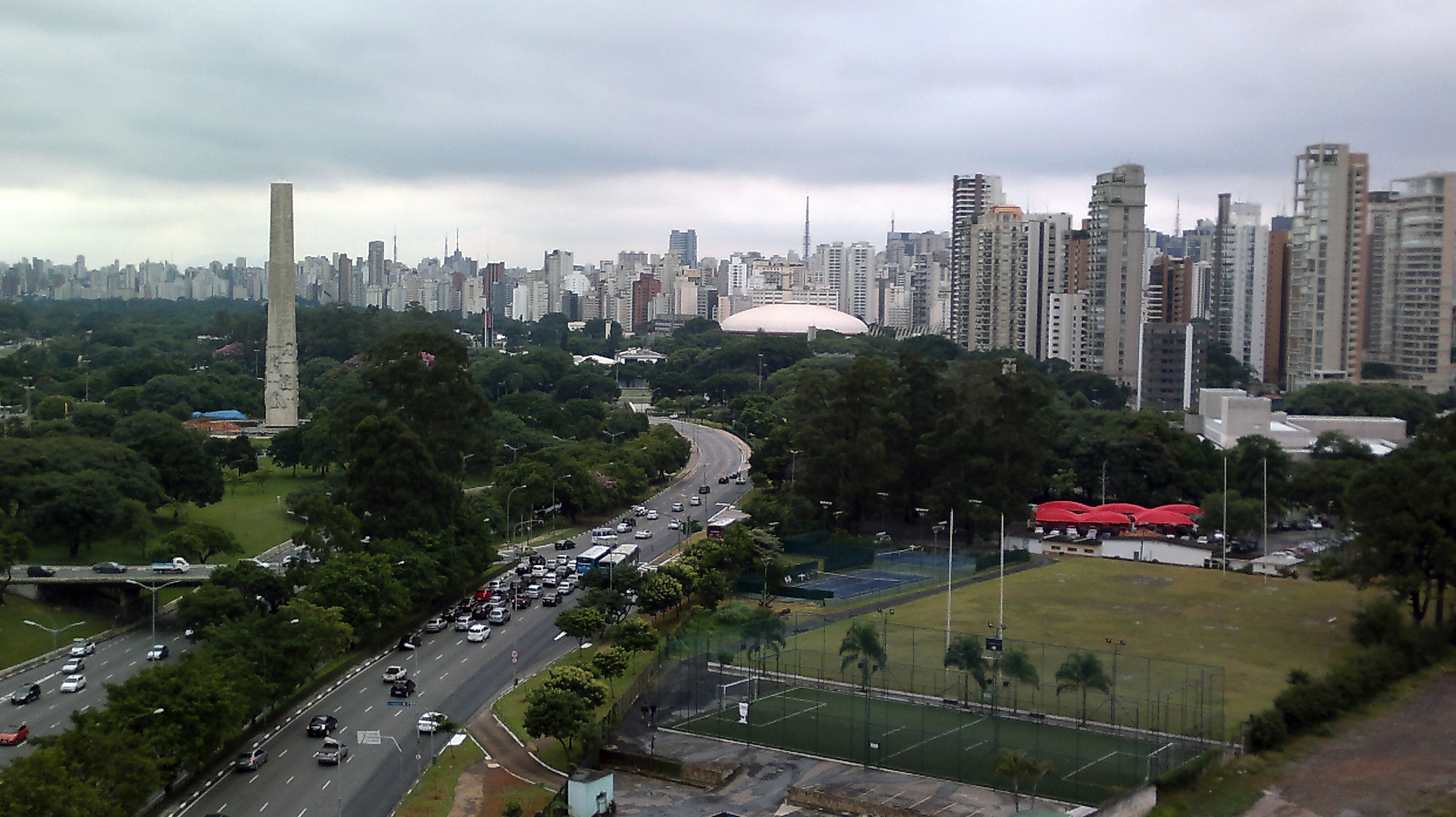
Avenida 23 de Mayo, Ibirapuera, Obelisco

Algunos tramos de la avenida, como la que va entre la Plaza de la Bandera hasta la rúa do Paraíso y entre la rúa Cubatão hasta el Parque do Ibirapuera, ya estaban en funcionamiento y eran utilizados por un "número considerable de vehículos" según Folha de S.Paulo. La inauguración oficial llegó a ser prevista para el 9 de julio de 1968, pero el mismo periódico escribió que "nadie sabe cuándo (la avenida) estará lista" La inauguración oficial y definitiva sólo se dio el 25 de enero de 1969 cuando se levantó un estrado para el alcalde José Vicente Faria Lima a la altura de la rúa Joinville. Ahí hubo una ceremonia que se vio perjudicada por la lluvia. La placa conmemorativa se colocó a la altura del viaducto de la rúa do Paraíso. La inauguración estuvo en peligro debido al atraso de las obras pero una determinación de Faria Lima hizo que se cumpliera la fecha. La entrega, mientras tanto, se dio con señalización provisoria bajo la justificación de que se estaba a la espera de que todos los accesos estuvieran listos.
Poco después de su inauguración, en la década de 1970, debido a curvas mal proyectadas y un pésimo pavimento, la vía fue considerada peligrosa ya que cerca de diez personas murieron cada mes en promedio durante ese periodo. Los constantes congestionamientos representaban otro problema y eran atribuidos a errores en el proyecto que había sido hecho a las prisas. "En esa época, su construcción era tan necesaria que [Faria Lima] no tuvo otra alternativa", explicó a Folha, en 1970, Isao Kono, ingeniero del DET. "El debía ejecutar las obras para luego arreglar los detalles." Para el, era necessário rehacer el asfalto de la avenida, construir pasarelas para peatones y corregir los declives de las curvas, además de adecuar los accesos y los retornos.

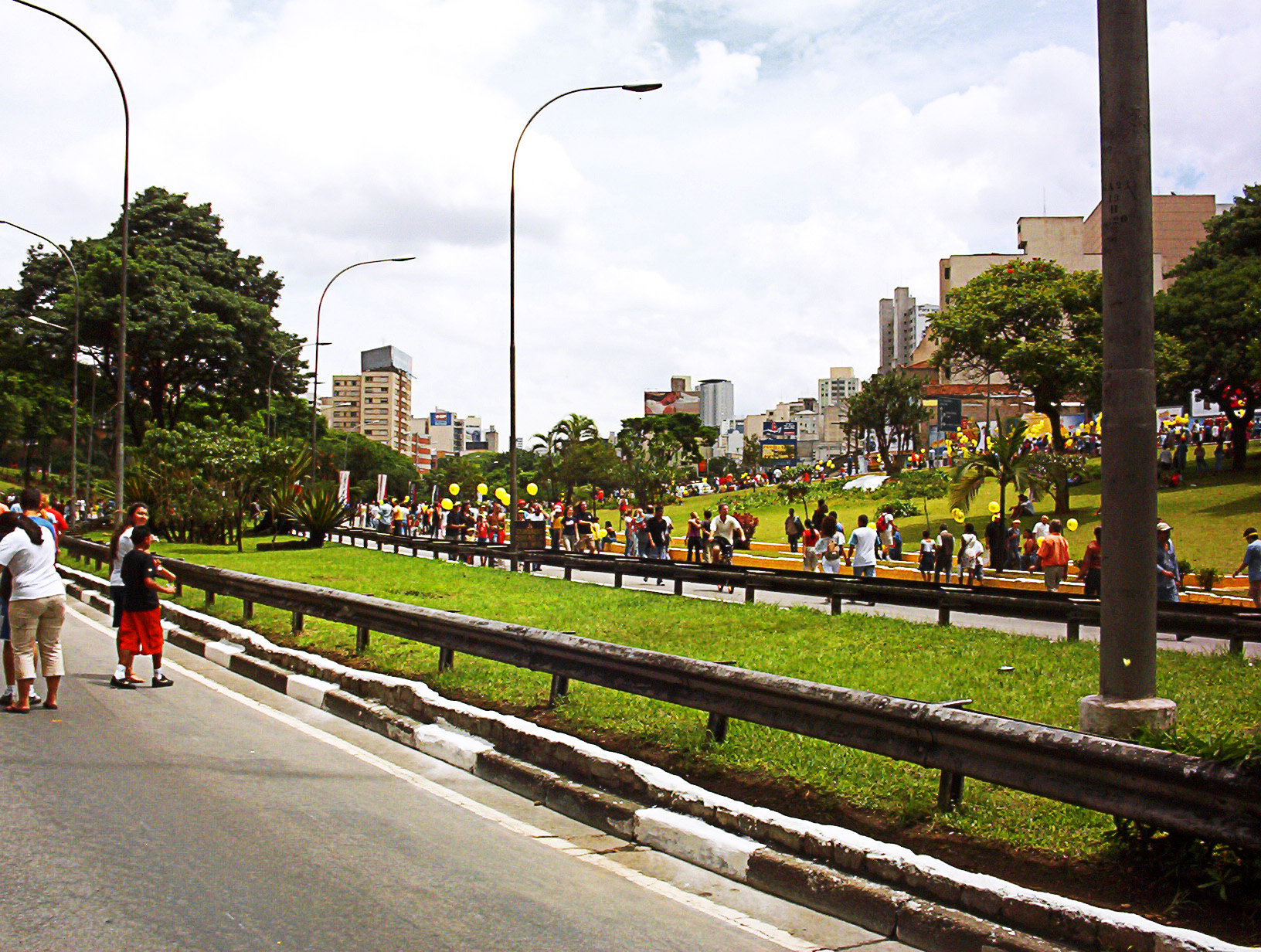
Aniversario 450 de la ciudad, la 23 de mayo fue cerrada para los vehículos

Para las celebraciones del 450° aniversario de la ciudad, el 25 de enero del 2004, la avenida fue cerrada para el tráfico de vehículos a partir de la media noche. La prohibición con rumbo a Ibirapuera fue desde Anhangabaú hasta la salida para la rúa Coronel Oscar Porto. En el sentido opuesto, desde la rúa Estela hasta Anhangabaú. La intención fue transformar la avenida en un "inmenso escenario con shows, carros alegóricos, comida y varias otras atracciones. Hubo 31 carros alegóricos, cada uno representando una subprefectura del municipio.
En el 2010 la avenida era la segunda en número de accidentes de motociclistas en São Paulo, detrás sólo de la Marginal Tietê, siendo que el 70% de los accidentes en la vía tienen que ver con motocicletas. En enero del 2008, se hizo el ensayo, por una semana entre las 10 y las 16 horas, de establecer un carril exclusivo para motocicletas, según el modelo que se había implantado meses antes en la Avenida Sumaré, con conos separando el carril izquierdo para ese fin. Sin embargo, después de tan sólo dos días, el congestionamiento en la vía se había duplicado y el fin de los ensayos fue decretado al tercer día. El alcalde Gilberto Kassab dijo que, a pesar de que la experiencia había sido "buena", la "intensidad del tráfico superó lo esperado".
En julio del 2010, luego de la apertura de la vía exclusiva para motos en la Rúa Vergueiro, se evaluó prohibir la circulación de motocicletas en la avenida pero luego de la salida del secretario de transportes Alexandre de Moraes, el nuevo secretario, Marcelo Cardinale Branco, detuvo la propuesta. En septiembre se anunció que la medida sería aplazada indefinidamente, según la Secretaría de Transportes, porque el carril para motos de la rúa Vergueiro no podría absorber todo el tráfico de motocicletas de la 23 de Mayo. Para Branco, la prohibición en la 23 de Mayo debería ser acompañada por la construcción de nuevas vías para motocicletas.

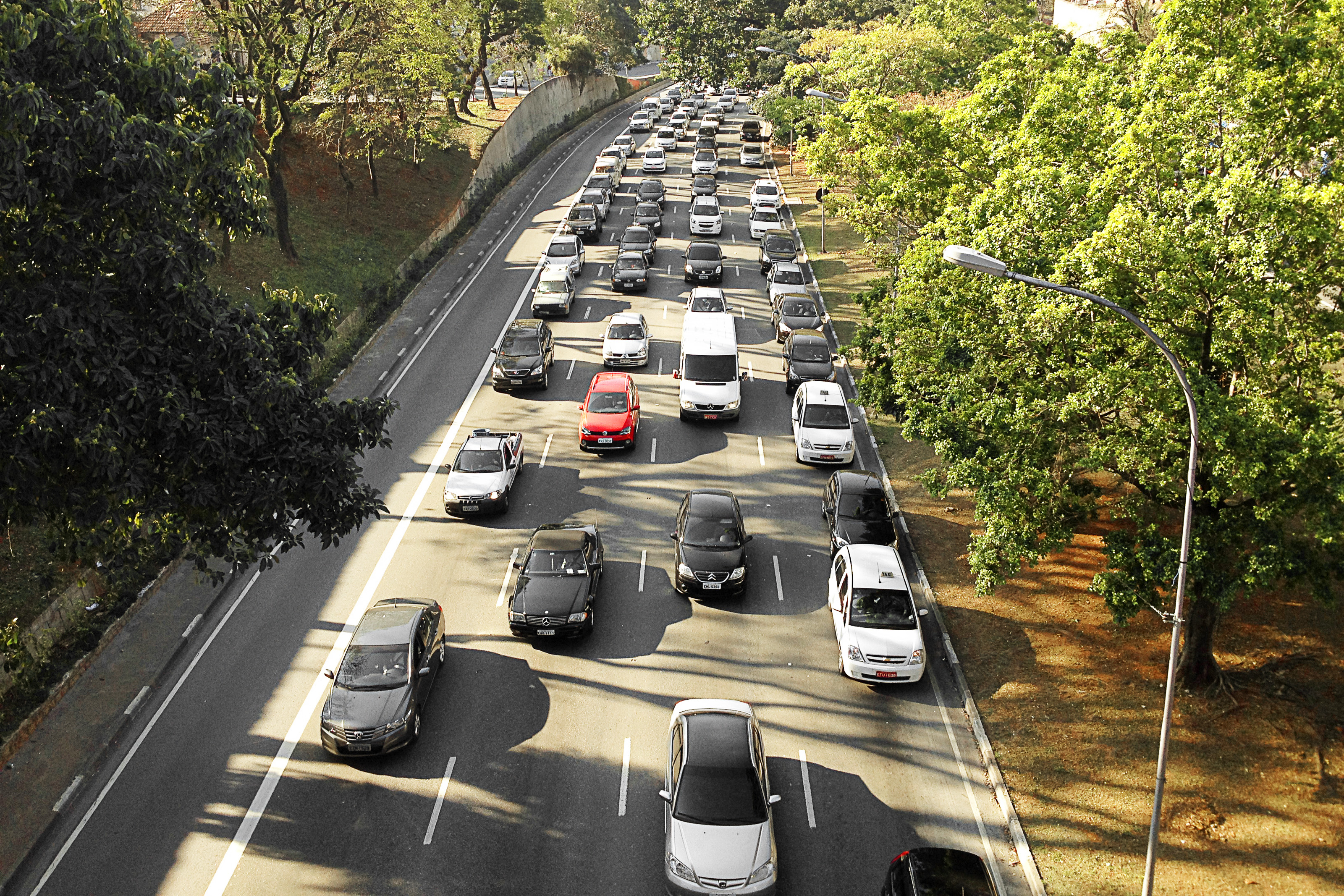
Carril para omnibuses, a la izquierda, en la avenida 23 de Mayo desde el Viaducto Pedroso.

Además de los radares de velocidad ubicados en postes que ya existían en la vía, la Companhia de Engenharia de Tráfego (CET) llegó a instalar dos radares en los viaductos Tutoia y Pedroso en el 2011. Pero en marzo del 2012 debíó cambiar la manera cómo estaban instalados ya que quedaban escondidos de los conductores violando el Código Nacional de Trânsito. Según la CET, los radares aún estaban inoperativos cuando se dio el cambio de instalación.
La avenida tuvo carriles exclusivos para omnibuses desde el 5 de agosto de 2013. El carril pasó a funcionar de lunes a viernes, desde las 6 hasta las 22 horas y buscaba reducir el tiempo de viaje de los omnibuses del Corredor Norte-Sul. El tramo norte del corredor, formado por las avenidas Prestes Maia, Tiradentes y Santos Dumont empezaría a usar los carriles exclusivos una semana antes, mientras que el tramo sur, incluyendo el final de la avenida Washington Luís y la avenida Interlagos, tendría sus propios carriles ocho días después. Inicialmente, no se aplicarían multas y la alcaldía no informó cuándo se empezaría a hacerse,  sin embargo, ocho días después, se informó que los carros que invadieran el carril serían multados a partir del día 26. La infracción era considerada leve y el valor de la multa ascendía a 53.20 reales. El primer día en que las multas empezaron a ser emitidas, hubo 708 de ellas en el Corredor Norte–Sul, siendo la gran mayoría (648, o una multa cada dos minutos) en el tramo comprendiendo las avenida 23 de Mayo, Moreira Guimarães, Rubem Berta y Washington Luís.
Luego de la primera semana de funcionamiento del corredor en la 23 de Mayo, el director de operaciones de la CET garantizó que la velocidad de los omnibuses en todo el corredor tuvo un aumento en torno del 40% al 50%, mientras la de los carros había disminuido cerca de 5%. En el ramo incluyendo la avenida, con la Rubem Berta, la ganancia habría sido aún mayor: la velocidad de los colectivos habría tenido un aumento de 108% en el pico de la tarde, entre las 17 y 21 horas. A pesar de eso, la revista Época consideró que la implementación de carriles de omnibuses en la ciudad habría sido uno de los motivos para que se detuviera la popularidad del alcalde Fernando Haddad, debido a la percepción de aumento del tránsito.
Al final del año, la Alcaldía divulgó un plan para el BRT Norte–Sul, que incluiría entre las obras, viaductos para permitir que los omnibuses que vayan por la 23 de MAyo pudiesen entrar a otras avenidas de la región de Ibirapuera como Ibirapuera, Professor Ascendino Reis y Pedro Álvares Cabral. La previsión era de que toda la obra de BRT quede lista hasta del 2016, siendo que los viaductos de la avenida no estaban incluidos en la primera fase del proyecto.

## Características

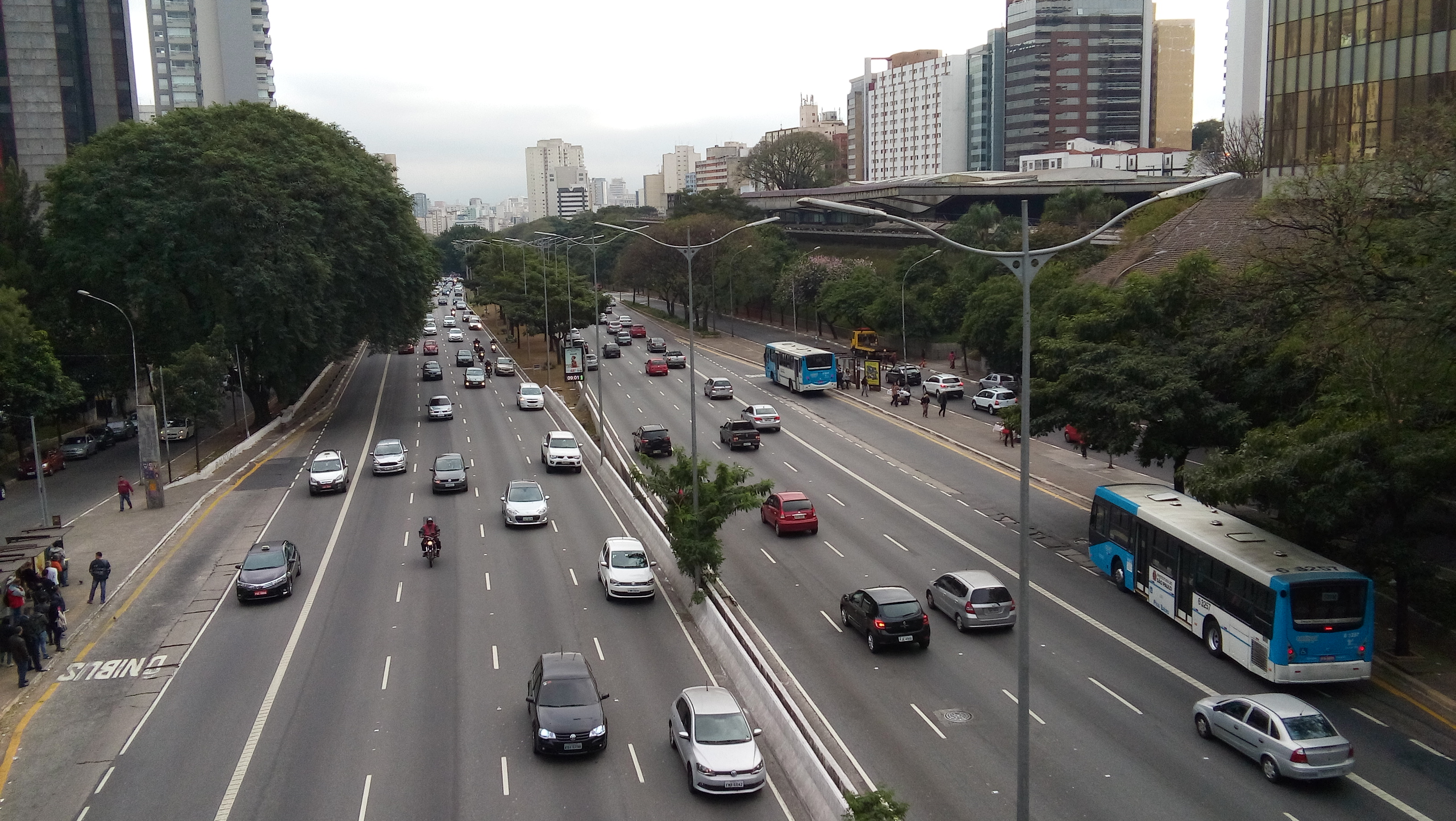
Avenida 23 de Mayo

Construida sobre el antiguo arroyo Itororó que fue canalizado, la avenida es una vía expresa en todo su recorrido por lo que ningún establecimiento residencial o comercial da puerta a ella, teniendo barreras de contención y ocupando un ancho de ochenta metros para permitir la arborización de los lugares. Con todo, tiene un trecho de avenida integrado a la rúa Estela, que causa la impresión de formar una única vía debido a las características topográficas de ese tramo. La avenida pasa bajo el espigón de la Avenida Paulista a la altura de la Avenida Bernardino de Campos, a una profundidad de doce metros.
Tres de los viaductos que pasan sobre la avenida - Dona Paulina, Condessa de São Joaquim y Pedroso — tienen una estructura interna, cuya función original, en el caso de los dos últimos, sería albergar futuras estaciones de metro. referidos a los antiguos proyectos de la Línea Norte-Sur del Metro, que iría a cielo abierto por el carril central de la avenida - inicialmente y, hasta entonces, ese carril sería usado como un carril expreso. Esas estructuras, inclusive, cuentan con escaleras que desembocan en lo que serían las plataformas laterales de las estaciones. En Dona Paulina funciona el servicio funerario municipal; en Condessa de São Joaquim, que ya funcionó como albergue, vivían en el 2006 familias de indigentes. En Pedroso, aún funciona un albergue mantenido desde 1996 por la Comunidade Metodista do Povo de Rua. Los viaductos construidos en la zona de Ibirapuera fueron definidos por el diario O Estado de S. Paulo', en 1969, como de "líneas arquitectónicas inéditas y un completo tratamiento paisajístico del lugar".
El límite de velocidad de la avenida, establecido en 80 km/h en noviembre de 1970, fue disminuido a 70 km/h en febrero del 2010 para, según la Companhia de Engenharia de Tráfego, "dar más seguridad a los usuarios y uniformizar las velocidades en toda la extensión" del Corredor Norte-Sul. En la realidad, el tramo de la avenida entre el viaducto Dona Paulina y el túnel de Anhangabaú tiene una velocidad máxima menor (60 km/h), por estar en una curva. El cambio fue recibido con opiniones diversas de parte de los conductores.